# 飞廉

鹿角立鹤（战国，1978年于随州曾侯乙墓出土）

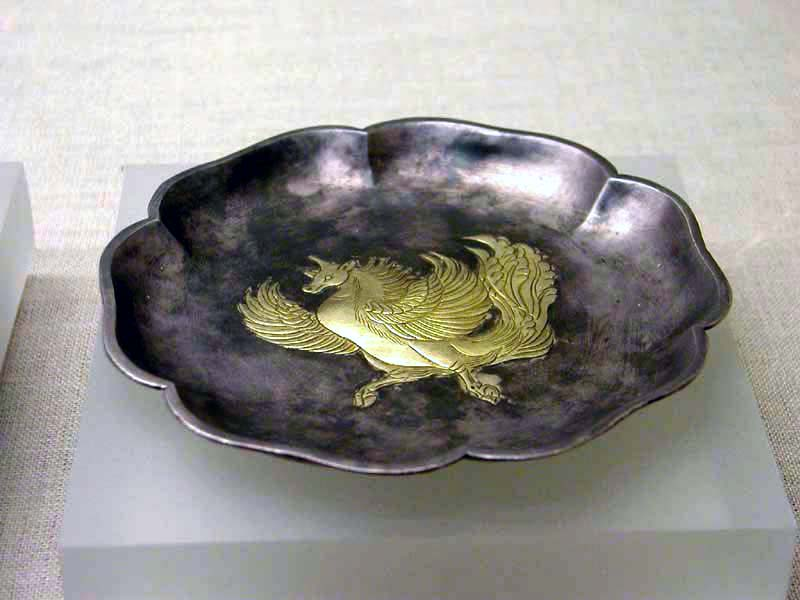
鎏金飞廉纹六曲银盘（唐朝，1970年发现于陕西西安何家村）

飞廉，亦作蜚廉，是中国神话中的神兽，掌管风，被称为风伯（风神），其形象为鸟身鹿头或者鸟头鹿身。秦人的先祖之一为飞廉（蜚廉），古代楚地以飞廉为风伯。
广泛分布于亚欧草原的鹿石其造型也是鸟首鹿身，与中国古文献所记载的飞廉形象相同。

### 引用
1. ↑  《淮南子·俶真训》：“骑飞廉而从敦圄。”高诱注：“飞廉，兽名，长毛有翼。”
2. ↑  《史记·司马相如列传》引《上林赋》：“推蜚廉，弄解豸，格瑕蛤，鋋猛氏，曺騕褭，射封豕”，郭璞解曰：“飞廉，龙雀也，鸟身鹿头者”。
3. ↑  《汉书·武帝纪》：“还，作甘泉通天台、长安飞廉馆”，晋灼注“飞廉”曰：“身似鹿，头如爵（雀），有角而蛇尾”。
4. ↑  《三辅黄图》：“飞廉，神禽，能致风气者，身似鹿，头如雀，有角而蛇尾，文如豹”。
5. ↑  《楚辞·离骚》“前望舒使先驱兮，后飞廉使奔属。”，王逸注：“飞廉，风伯也”